# Podleśce
Podleśce (ukr. Підлісці) – wieś na Ukrainie, w obwodzie tarnopolskim, w rejonie krzemienieckim.